# John Tenniel

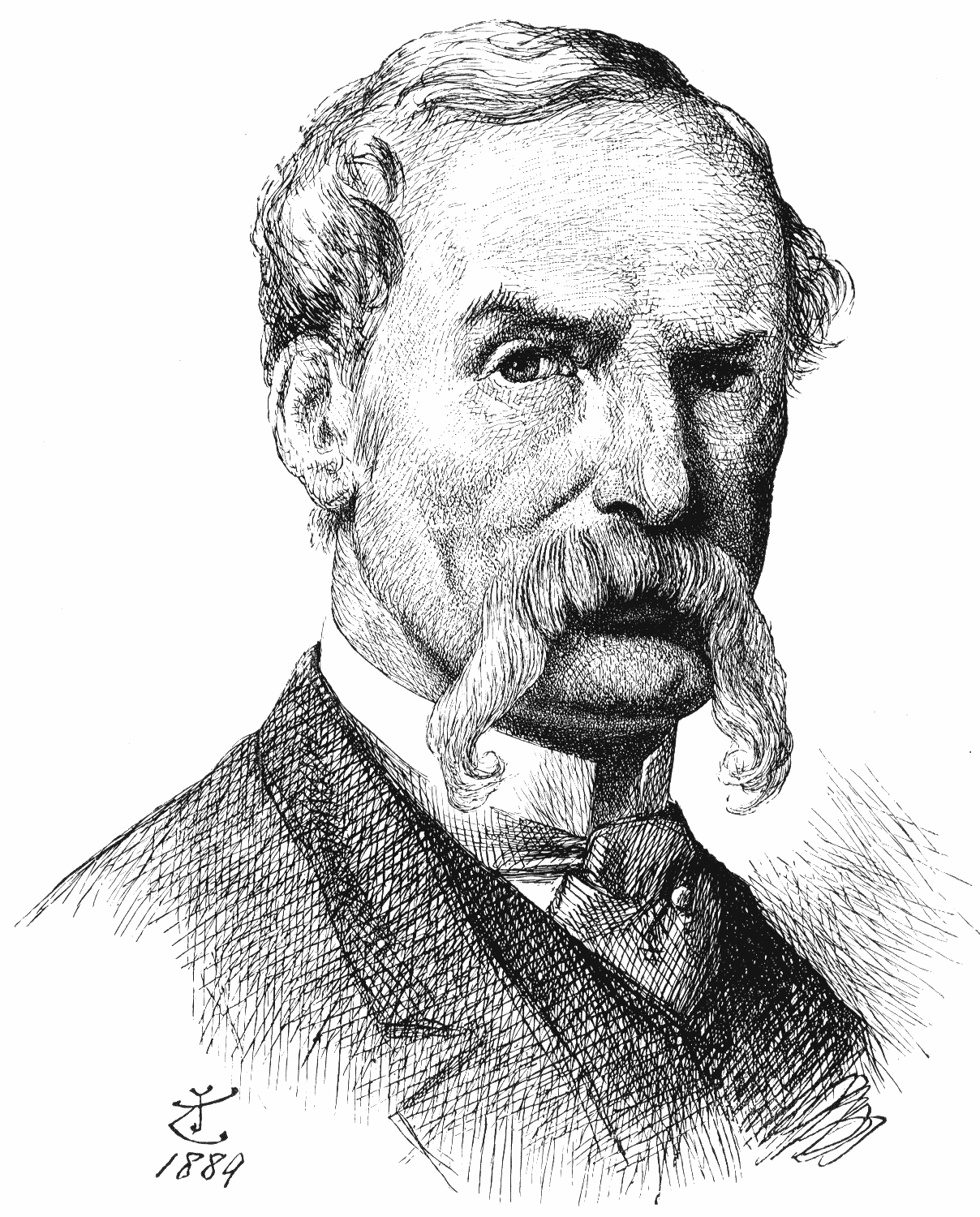
Sir John Tenniel, Selbstporträt (1889)

Sir John Tenniel (* 28. Februar 1820 in London; † 25. Februar 1914 ebenda) war ein britischer Illustrator und Aquarellist.
Tenniel zeichnete viele Karikaturen für die britische Satire-Zeitschrift Punch. Eine seiner berühmtesten – und eine der bekanntesten Karikaturen überhaupt – ist Dropping the Pilot (dt. meist Der Lotse geht von Bord) zur Entlassung des deutschen Reichskanzlers Otto von Bismarck im Jahr 1890.
Größte Bekanntheit erlangten Tenniels Illustrationen für Lewis Carrolls Alice im Wunderland und dessen zweiten Teil Alice hinter den Spiegeln. Aufgrund seines Schaffens wurde er zum Mitglied des Royal Institute of Painters in Water Colours gewählt.

## Leben
Tenniel wurde in London geboren. Obwohl er zunächst nur Proband, dann Student an der Royal Academy of Arts war, brachte er sich die meisten Techniken für seine spätere Karriere autodidaktisch bei. 1836 reichte er ein erstes Bild zu einer Ausstellung der Royal Society of British Artists ein. 1845 steuerte er den Cartoon An Allegory of Justice zur Wandgestaltung des neuen Palace of Westminster bei. Der Auftrag brachte ihm die Prämie von 200 £ ein sowie die Genehmigung, ein Fresko in der Upper Waiting Hall (Hall of Poets) im House of Lords zu gestalten. 
Trotz seiner Vorliebe für die „höheren schönen Künste“ wurde er vornehmlich für seine humorvollen Illustrationen  geschätzt. Seine Bekanntschaft mit dem Maler und Zeichner Charles Keene förderte zudem sein Talent für akademische Karikaturen.

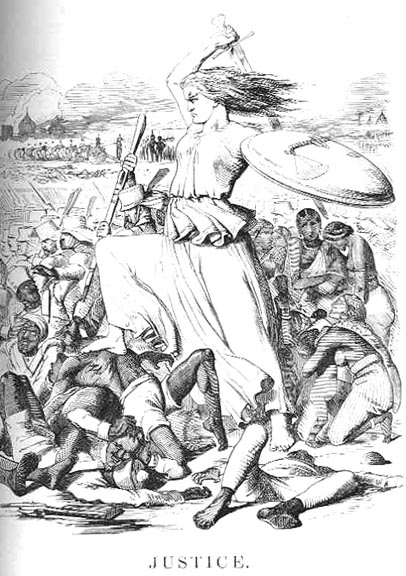
Justice

Weihnachten 1850 wurde Tenniel von Mark Lemon, dem Gründer des Satiremagazins Punch, eingeladen, zusammen mit John Leech als Karikaturist für das Blatt zu zeichnen. Lemon wählte ihn aufgrund seiner Illustrationen zu den Fabeln des Äsop. Tenniels erste Zeichnung erschien im Punch Volume XIX auf Seite 224. Sein erster Cartoon, Lord Jack the Giant Killer, zeigte John Russell mit dem Kardinal Nicholas Wiseman.
Zum indischen Aufstand von 1857 fertigte Tenniel Illustrationen wie Justice und The British Lion’s Vengeance on the Bengal Tiger, welche die Befindlichkeiten der britischen Bevölkerung widerspiegelten. 1865 illustrierte Tenniel die erste Ausgabe von Alice in Wonderland. Der Verkauf von 2.000 Erstdrucken wurde gestoppt, weil Tenniel mit der Druckqualität unzufrieden war. Eine neue Auflage, datiert auf 1866, erschien bereits im Dezember 1865. Das Buch wurde ein großer Erfolg und festigte nachhaltig Tenniels Ruhm. Die Illustrationen gingen, ebenso wie Carrolls Erzählung, in die Literaturgeschichte ein und dienten der späteren Paramount-Verfilmung von 1933 (Regie Norman Z. McLeod) als Vorlage für die Kostüme.
Tenniels Illustrationen wurden für den Druck in Holzblöcke geschnitzt. Die Originale befinden sich heute in der Sammlung der Bodleian Library der University of Oxford. Während seiner Karriere fertigte Tenniel etwa 2.300 Cartoons, unzählige kleinere Zeichnungen, doppelseitige Karikaturen für den Punch’s Almanac und andere Sonderausgaben, wie 250 Entwürfe für Punch’s Pocket-books, an. Um 1885 bezog er ein Jahresgehalt in Höhe von 7.000 US-Dollar für seine wöchentlichen Punch-Cartoons. 1893 wurde Tenniel zum Knight erhoben.
1895 und 1900 wurden John Tenniels Arbeiten in Ausstellungen gezeigt. Ein von ihm gestaltetes Mosaik befindet sich im Victoria and Albert Museum. Als sich Tenniel im Januar 1901 in den Ruhestand zurückzog, wurde er bei einem Festbankett von Arthur Balfour, zu dem Zeitpunkt Vorsitzender des House of Commons, verabschiedet. Tenniels Nachfolger als „chief cartoonist“ beim Punch wurde John Bernard Partridge.

## Illustrierte Werke

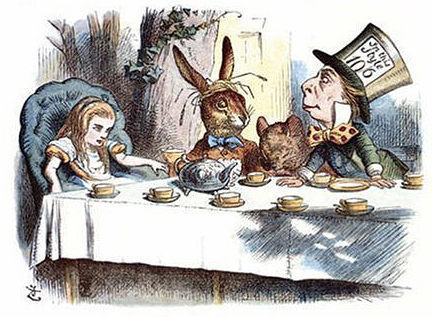
Kolorierte Illustration zu Lewis Carrolls Alice im Wunderland von John Tenniel (1865)

- 1846: Juvenile Verse and Picture Book
- 1846: Undine
- 1848: Aesops Fables, 100 Zeichnungen
- 1858: Robert Blairs Grave
- 1860: The Gordian Knot von Shirley Brooks
- 1861: The Silver Cord von Shirley Brooks
- 1861: Thomas Moores Lalla Rookh, 69 Zeichnungen
- 1865: Alice's Adventures in Wonderland von Lewis Carroll
- 1867: The Mirage of Life
- 1870: Through the Looking-Glass von Lewis Carroll
- 1879: Hot Pies!

## In Zusammenarbeit

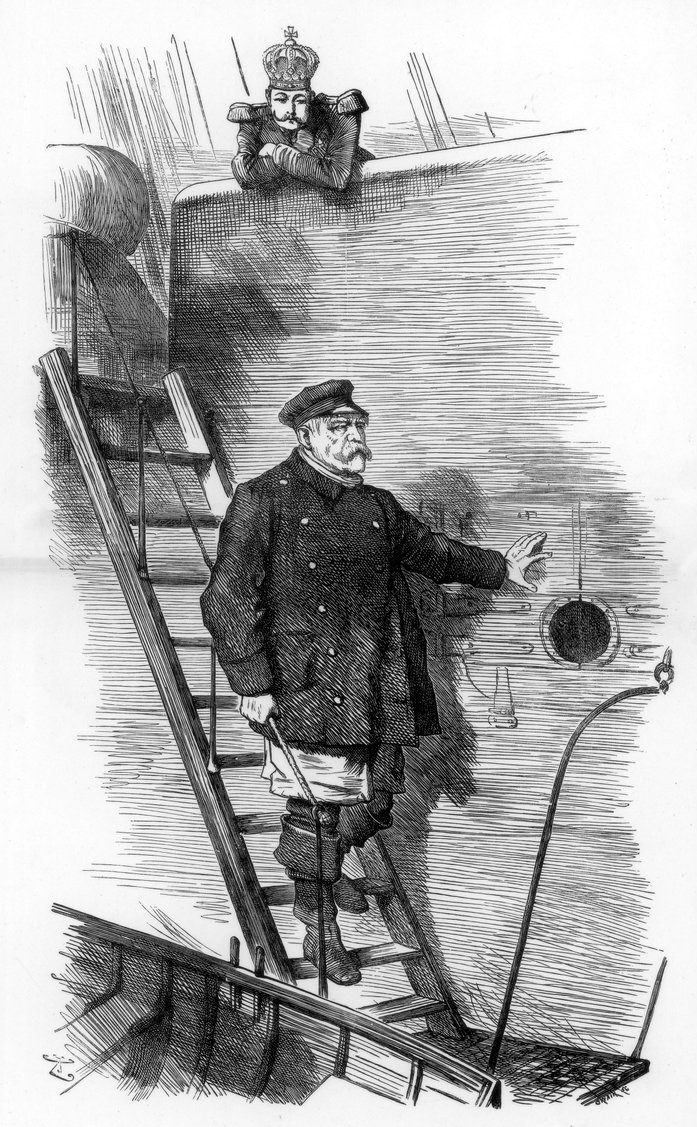
Die Punch-Karikatur Dropping the Pilot (dt. meist Der Lotse geht von Bord) von Tenniel zur Entlassung des deutschen Reichskanzlers Otto von Bismarck 1890

- 1857: Course of Time von Robert Pollok
- 1857: Poets of the Nineteenth Century
- 1857:  Edgar Allan Poes Works
- 1858: Home Affections (1858)
- 1859: Poems und andere Werke von Barry Cornwall (d. i. Bryan Procter)
- 1860: Proverbial Philosophy von Martin Farquhar Tupper
- 1863: Puck on Pegasus von Henry Cholmondeley Pennell
- 1863: The Arabian Nights (Tausendundeine Nacht)
- 1864: English Sacred Poetry
- 1865: Legends and Lyrics

## Ehrungen
- Ihm zu Ehren benannt ist der Mount Tenniel, ein Berg in der Antarktis.